# 能.量.豆.陣
《能.量.豆.陣》是由黑眼豆豆组合所发专辑之一。美国排行榜第1位，英国第3位，加拿大第1位，澳大利亚第1位。專輯兩張單曲更霸佔告示牌單曲榜冠軍26週，〈Boom Boom Pow〉12週冠軍和〈I Gotta Feeling〉14週冠軍。